# Монофтонг
Монофто́нг (дав.-гр. μόνος — «один» + φθόγγος — «звук»)  — простий голосний звук.
Всі голосні звуки в українській мові є монофтонгами (всього 6). В деяких мовах є складні голосні звуки — дифтонги, трифтонги. Так у німецькій мові голосні звуки складаються з 15 монофтонгів і 3 дифтонгів.